# Yasmin Ahmad
Pour les articles homonymes, voir Ahmad.
Yasmin Ahmad (7 janvier 1958 - 25 juillet 2009) est une réalisatrice, scénariste, productrice et actrice malaisienne.

## Biographie
Membre d'un mouvement de jeunes réalisateurs, véritable nouvelle vague émergente sur la scène internationale, elle réalisa trois longs métrages, Chinese Eyes (2004), Anxiety (2006) et Mukhsin (2006), qui dépeignaient avec tendresse et audace des univers quotidiens en rupture avec la morale traditionnelle de la société malaisienne.

## Filmographie
Comme réalisatrice
- 2003 : Rabun (en) (TV)
- 2004 : Sepet
- 2006 : Gubra
- 2006 : Mukhsin (en)

Comme scénariste
- 2003 : Rabun (en) (TV)
- 2004 : Sepet
- 2006 : Gubra
- 2006 : Mukhsin (en)

Comme productrice
- 2005 : Majidee
- 2005 : Raining Amber
- 2006 : The Amber Sexalogy (en)

Comme actrice
- 2006 : Tai yang yue